# 波佐伦戈
波佐伦戈（義大利語：Pozzolengo），是意大利布雷西亚省的一个市镇。总面积21.4平方公里，人口3410人，人口密度159.3人/平方公里（2009年）。国家统计（ISTAT）代码为017151。